# سو غرين
سو غرين (بالإنجليزية: Sue Green)‏ هي مصارعة محترفة أمريكية، ولدت في 1955 في كوربوس كريستي في الولايات المتحدة.

## وصلات خارجية
- سو غرين على موقع CageMatch worker (الإنجليزية)
- سو غرين على موقع قاعدة بيانات المصارعة على الإنترنت (الإنجليزية)

- سو غرين على موقع IMDb (الإنجليزية)
- سو غرين على موقع قاعدة بيانات الفيلم (الإنجليزية)